# Archaeovaranus
Archaeovaranus (que significa "antiguo Varanus") es un género de lagarto varánido del Eoceno temprano (Ypresiense), en la Formación Yuhuangding de la provincia de Hubei, China. El género contiene una sola especie, Archaeovaranus lii, conocida a partir de un esqueleto casi completo. El holotipo, que incluye un cráneo intacto, está asociado pero desarticulado. Archaeovaranus llena un vacío en el registro fósil de los varánidos, ya que representa un varánido terminal del Eoceno temprano del este de Asia, y es el pariente más cercano conocido de Varanus.

## Descubrimiento y etimología
El espécimen holotipo de Archaeovaranus, IVPP V 22770, fue descubierto en la localidad de Dajian de la Formación Yuhuangding cerca de Danjiangkou, provincia de Hubei, China.
El nombre del género, "Archaeovaranus", combina el griego "archaīos", que significa "antiguo", con una referencia al Varanus estrechamente relacionado. "Varanus" se deriva del árabe "waral", que significa "bestia lagarto". El nombre específico, "lii", honra al paleontólogo Chuankui Li, cuya investigación incluyó estudios de la localidad tipo Archaeovaranus.

## Descripción
El espécimen holotipo representa a un individuo adulto, de unos 16 años en el momento de su muerte. Sin embargo, la falta de fusión en los extremos distales del húmero y el fémur sugiere que el individuo aún estaba creciendo.

## Taxonomía
En el estudio se descubrió que Archaeovaranus es el pariente más cercano conocido de los lagartos monitores modernos que pertenecen al género Varanus.

## Paleoecología
Los mamíferos Rhombomylus, Advenimus, Asiocoryphodon y Danjiangia también se conocen de las capas de la Formación Yuhuangding.